# William H. Gill

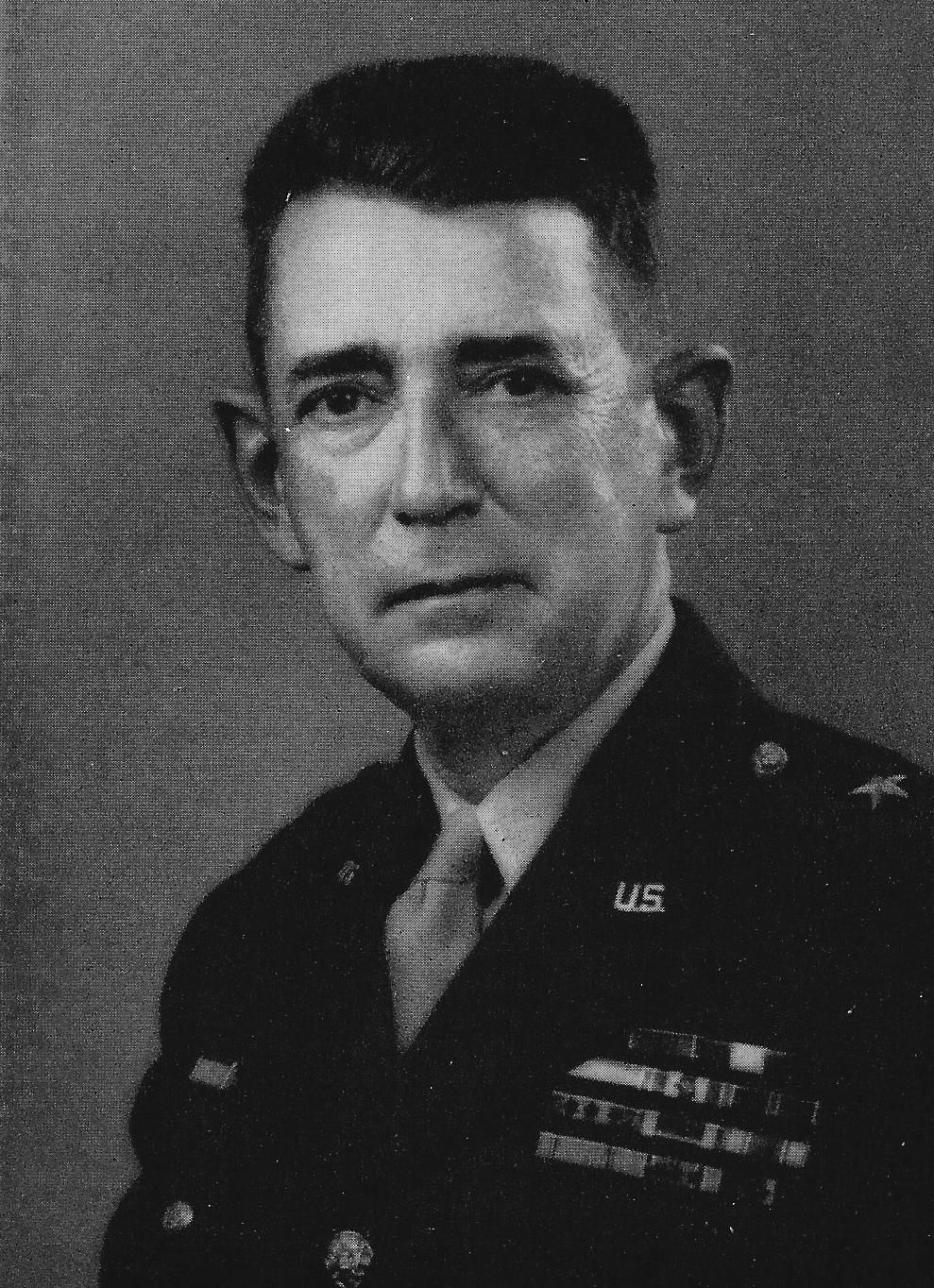
William Hanson Gill

William Hanson Gill (* 7. August 1886 in Unison, Virginia; † 17. Januar 1976 in Colorado Springs, Colorado) war ein Generalmajor der United States Army. Er war unter anderem Kommandeur zweier Infanteriedivisionen.
William Gill besuchte die öffentlichen Schulen seiner Heimat und studierte dann am Virginia Military Institute. In den folgenden Jahren war er beim Eisenbahnbau beschäftigt. Er bekleidete dann noch einige andere zivile Arbeitsstellen, ehe er über die Virginia National Guard im Jahr 1912 als Leutnant in das Offizierskorps des US-Heeres gelangte, wo er der Infanterie zugeteilt wurde. In der Armee durchlief er anschließend alle Offiziersränge vom Leutnant bis zum Zwei-Sterne-General.
Im Lauf seiner militärischen Karriere absolvierte Gill verschiedene Kurse und Schulungen. Dazu gehörten unter anderem der Advanced Infantry Officers' Course, das Command and General Staff College und das United States Army War College.
In seinen jüngeren Jahren absolvierte er den für Offiziere in den niederen Rangstufen üblichen Dienst in verschiedenen Einheiten und Standorten. Von 1915 bis 1917 war er auf den Philippinen stationiert. Während des Ersten Weltkriegs war er Stabsoffizier bei der 5. Infanteriedivision. Dabei war er an der Schlacht von St. Mihiel beteiligt. Danach kommandierte er ein Bataillon des ebenfalls der 5. Division unterstehenden 6. Infanterieregiments. In dieser Eigenschaft nahm er an der Maas-Argonnen-Offensive teil. Später gehörte er für einige Zeit zu den Besatzungstruppen in Deutschland.
In den 1920er und 1930er Jahren setze William Gill seine Offizierslaufbahn fort. In dieser Zeit absolvierte er die erwähnten Schulen. Außerdem war er an verschiedenen Militärschulen als Dozent tätig. Hinzu kamen Aufgaben als Stabsoffizier bei verschiedenen Hauptquartieren, wozu auch das Kriegsministerium in Washington, D.C. gehörte. Zudem kommandierte er einige Infanterieeinheiten.
In den Jahren 1940 und 1941 war William Gill Stabschef der gerade erst reaktivierten 8. Infanteriedivision. Im November 1941 erhielt er das Kommando über die 55. Infanteriebrigade, das er bis Februar 1942 innehatte. In diese Zeit fiel der Eintritt der Vereinigten Staaten in den Zweiten Weltkrieg. In den Jahren 1942 und 1943 kommandierte er die 89. Infanteriedivision, die damals noch nicht im Kriegseinsatz war. Danach übernahm er das Kommando über die 32. Infanteriedivision, die auf dem asiatischen Kriegsschauplatz eingesetzt war. Dieses Kommando behielt er bis zum Jahr 1946.
Gill nahm mit seiner Division an Gefechten in Neuguinea und an der Rückeroberung der Philippinen teil. Dabei erlitt seine Division schwere Verluste. Gill litt zunehmend unter Erschöpfung. Er kam mit dieser Situation nicht zurecht, entwickelte einen Drang zu Überreaktionen und schikanierte dabei Untergebene. Daher wurde er zwischenzeitlich in ein Krankenhaus zur Behandlung eingeliefert. Aufgrund der Fürsprache einiger anderer Generäle konnte er aber sein Kommando behalten. Ende Mai 1946 trat er in den Ruhestand.
William Gill verbrachte seinen Lebensabend in Colorado Springs. Dort leitete er bis 1955 das Colorado College. Außerdem engagierte er sich bei zahlreichen Einrichtungen in dieser Stadt und im Bundesstaat Colorado. Der mit Elizabeth Grady verheiratete Offizier starb am 17. Januar 1976 und wurde auf dem Evergreen Cemetery in Colorado Springs beigesetzt.

## Orden und Auszeichnungen
William Gill erhielt im Lauf seiner militärischen Laufbahn unter anderem folgende Auszeichnungen:
- Distinguished Service Cross
- Army Distinguished Service Medal
- Silver Star
- Legion of Merit
- World War I Victory Medal
- Army of Occupation of Germany Medal
- American Defense Service Medal
- American Campaign Medal
- Asiatic-Pacific Campaign Medal
- World War II Victory Medal
- Philippine Legion of Honor (Philippinen)
- Philippine Liberation Medal (Philippinen)
- Presidential Unit Citation